# 嚴忌
嚴忌（？—？），本名庄忌，為西漢中早期會稽郡吳縣（今江苏省苏州市）人，辞赋家。嚴忌被一些严姓宗族认为是严姓一世祖。

## 生平
嚴忌乃著名辭賦家。他是梁孝王門客，有辭賦二十四篇，現僅存《哀時命》一篇。世人稱他為嚴夫子（或莊夫子）。他逝世後被葬於吳江西南（即嚴墓鎮，今為吳江銅羅鎮）。